# Resultados do Carnaval de Campo Grande em 2011
Resultado do Carnaval de Campo Grande em 2011.

## Escolas de samba
| Grupo Especial | Grupo Especial          | Grupo Especial |
| Colocação      | Escola                  | Ref.           |
| -------------- | ----------------------- | -------------- |
| 1º             | Unidos de Vila Carvalho | [ 1 ]          |
| 2º             | Igrejinha               | [ 2 ]          |

| Grupo de Acesso | Grupo de Acesso         | Grupo de Acesso | Grupo de Acesso |
| Colocação       | Escola                  | Pontos          | Ref.            |
| --------------- | ----------------------- | --------------- | --------------- |
| 1º              | Unidos do São Francisco | 228             | [ 3 ]           |
| 2º              | Unidos do Aero Rancho   | 207,5           | [ 3 ]           |
| 3º              | União do Buriti         | 194             | [ 2 ] [ 3 ]     |

## Cordões
| Colocação | Cordão      | Ref.  |
| --------- | ----------- | ----- |
| 1º        | Tereré      | [ 2 ] |
| 2º        | Os Boleiros | [ 2 ] |
| 3º        | Tô a toa    | [ 2 ] |

## Blocos
| Colocação | Bloco                    | Ref.  |
| --------- | ------------------------ | ----- |
| 1º        | Os Bambas do BH          | [ 2 ] |
| 2º        | Unidos da Vila Margarida | [ 2 ] |
| 2º        | Quero Quero              | [ 2 ] |